# No poo
No poo (o no 'poo, lett. "niente shampoo") è un termine nella lingua inglese utilizzato per metodi di lavaggio dei capelli senza l'uso di shampoo commerciale.

## Storia
I primi shampoo sintetici furono introdotti negli anni '30, quando il lavarsi quotidianamente i capelli divenne la norma negli Stati Uniti negli anni '70 e '80. I sostenitori di "no poo" credono che lo shampoo rimuova gli oli naturali (sebo) prodotti dal cuoio capelluto, facendo sì che esso produca più olio per compensare. Ritengono inoltre che il lavaggio normale causi lo sviluppo di un "circolo vizioso", in quanto diventa necessario lavarsi i capelli regolarmente per compensare gli oli in eccesso prodotti dal cuoio capelluto (che sono prodotti in risposta all'uso precedente dello shampoo). Il tempo che i sostenitori ritengono serva per interrompere il ciclo dopo aver adottato le pratiche "no poo" varia, tuttavia un "periodo da due a sei settimane" è la media.
Secondo alcuni dermatologi, una graduale riduzione dell'uso dello shampoo farà sì che le ghiandole sebacee producano sostanze a una velocità inferiore, con conseguente riduzione della quantità di olio sul cuoio capelluto e sui capelli.

## Metodi
La modalità base di utilizzo del metodo "no poo" è quella di usare solo acqua per lavare i capelli, tuttavia ci sono altri approcci utilizzabili da parte di persone che desiderano evitare sostanze che rimuovono l'olio e sostanze chimiche che ritengono inutili per il mantenimento dei capelli. I metodi per lavare i capelli senza shampoo includono il lavaggio con bicarbonato di sodio seguito da un risciacquo acido come quello con l'aceto diluito. Anche miele e vari oli (come l'olio di cocco) possono essere utilizzati per il metedo. La pulizia dei capelli tradizionale giapponese viene messa in atto con polvere di alghe.
A seguito di un'intervista radiofonica del 2007 che l'australiano Richard Glover tenne con Matthew Parris (un editorialista del Times "che non si faceva lo shampoo da più di un decennio"), Glover "decise di sfidare il suo pubblico a non lavarsi i capelli con lo shampoo per sei settimane". Degli oltre 500 partecipanti alla sfida, l'86 percento ha riferito che "i loro capelli erano migliori o uguali a prima" a seguito della sfida.
Il dermatologo Jim Leyden ha svolto un esperimento, pagando i prigionieri per non lavarsi i capelli per un mese per determinare se così sviluppassero la forfora e ha scoperto che ciò non accadeva.

## Motivazioni
I sostenitori del "no poo" ritengono che non esista alcun motivo medico per cui gli esseri umani si lavino i capelli con shampoo sintetici e che le pratiche di lavaggio siano determinate dalle norme culturali e dalle preferenze individuali, con alcune persone che li lavano quotidianamente, alcune ogni due settimane e altre per niente. Da un punto di vista clinico, "lo scopo principale di uno shampoo è quello di pulire il cuoio capelluto", sebbene "la maggior parte dei pazienti non sarebbe d'accordo affermando che lo scopo dello shampoo è di rendere i capelli più belli".

### Effetto degli additivi chimici sul corpo
Uno dei motivi è la preoccupazione per l'effetto creato dagli ingredienti che si trovano in genere nei prodotti commerciali per la cura dei capelli. Lo shampoo contiene tipicamente additivi chimici come il laurilsolfato di sodio e il sodio lauriletere solfato, che possono irritare la pelle sensibile se non vengono accuratamente risciacquati. Alcuni consumatori ritengono che questi additivi chimici secchino loro i capelli. L'Environmental Working Group (EWG) ha confrontato gli ingredienti in 42.000 prodotti per la cura personale con i 50 database di tossicità e regolamentazione e ha scoperto che la maggior parte degli shampoo hanno almeno una sostanza chimica che "solleva preoccupazioni" (anche se l'industria della cura dei capelli contrasta queste affermazioni, sostenendo che le sostanze chimiche sono sicure nella quantità utilizzata). Il gruppo ha contrassegnato i seguenti gruppi di ingredienti come pericolosi: profumi, a causa del contenimento di componenti sconosciuti, parabeni, possibilmente connessi all'alterazione del sistema endocrino e alla neurotossicità, DMDM idantoina, a causa di possibili problemi di allergia, e 1,4-diossano, che la Environmental Protection Agency ha etichettato come probabilmente cancerogeno per l'uomo. Alcuni non sono d'accordo con le valutazioni dell'EWG mentre altri pensano che non siano abbastanza fondate.
Alcuni shampoo includono anche derivati del silicone (come il dimeticone), che si dice che renda i capelli pesanti. Mentre si afferma che i derivati del silicone proteggono i capelli e li rendono più gestibili (il dimeticone è un ingrediente comune negli oli e nei balsami), ciò che i sostenitori dicono che appesantisce i capelli, viene ritenuto utile per prevenire all'umidità di penetrare nel capello, per poi seccarlo.
Nel 2013, la FDA ha annunciato che avrebbe fatto un'analisi del triclosano, contenuto in shampoo e saponi antibatterici. Attraverso la ricerca è stato scoperto che il triclosano influenza i livelli ormonali negli animali. È stato anche scoperto che contribuisce alla resistenza agli antibiotici.

### Inquinamento
Lo shampoo e altri prodotti di bellezza sono fonti di inquinamento. I contenitori che li contengono sono spesso in plastica, la quale contribuisce all'inquinamento da plastica.
Oltre ai contenitori, i prodotti stessi contengono sostanze chimiche inquinanti che non sempre vengono processate attraverso lo smaltimento dei rifiuti. Uno studio dimostra che il fungicida presente negli shampoo antiforfora si trova nell'acqua presente in ambiente a concentrazioni elevate, il che può avere effetti negativi su alghe e piante.

### Aspetto economico
Il costo è un altro dei motivi per cui alcune persone decidono di utilizzare tecniche "no poo" invece di usare prodotti commerciali per la cura dei capelli.